# Twilight: 2000
Twilight: 2000 är ett amerikanskt rollspel som utspelas i efterdyningarna av ett tredje världskrig mellan Sovjetunionen och USA och deras allierade (ungefär motsvarande Warszawapakten och Nato, i spelet har en del länder bytt sida eller deltar inte i kriget). Spelet är utvecklat av Game Designers' Workshop (GDW) i flera versioner. Den första versionen utkom 1984. Den senaste och eventuellt sista version är 2.2, där bakgrundshistorien har skrivits om för att passa de verkliga förändringar som skett i 1990-talets Europa.
Spelet spelas med två stycken tiosidiga tärningar och innehåller stora mängder information om moderna vapen och vapensystem. Spelsystemet blev ökänt för de stora mängder skador som rollpersonerna kunde absorbera. Detta rättades dock till med senare tilläggsregler för kritiska skador.
Spelet utspelar sig i samma spelvärld som 2300 AD, men 300 år tidigare.

## Version 3.0 - Twilight: 2013
Under 2006 meddelade 93 Games Studio att de förvärvat licensen för att skapa den officiella version 3.0 av Twilight: 2000. Företaget gav ut den nya versionen i PDF-format under 2008 och som i tryckt format 2009. Spelet har i och med version 3 fått namnet Twilight: 2013 och använder regelkärnan Reflex System som är helt fristående från det äldre systemet från tidigare versioner. Enligt spelskaparna har bakgrunden och upprinnelsen till det så kallade Twilight War skrivits om helt och fokuserar inte längre på dispyterna under Kalla kriget som ledde till kriget i originalspelet.

## Version 4.0 (2021)
Den 13 maj 2020 berättade Fria Ligan att en ny version av Twilight 2000 skulle lanseras och gräsrotsfinansieras via Kickstarter.
Spelet släpptes November 2021 och baseras på systemet År Noll från spelet Mutant: År Noll och utforskningsmekaniken från Svärdets sång. I spelet ingår två platser för spel efter Tredje världskriget i Polen och Sverige.

### Utgivet material
- Twilight 2000: Core rules (2021[2]) - Regelbox med setting för spel efter tredje världskriget.